# Kassyterydy

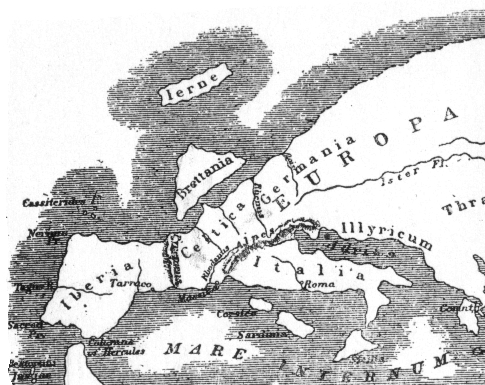
Mapa Europy według Strabona, z zaznaczonymi powyżej Półwyspu Iberyjskiego Kassyterydami

Kassyterydy (z gr. Κασσίτερος „Wyspy Cynowe”) – wzmiankowane w dziełach autorów antycznych wyspy leżące ponoć na Oceanie Atlantyckim, uważane za źródło cyny i ołowiu.
Wyspy te miały zostać odkryte przez Fenicjan, którzy jednak zazdrośnie strzegli ich położenia, by zachować monopol na import surowców. O istnieniu Kassyterydów wzmiankuje po raz pierwszy Herodot (Dzieje 3,115), nie potrafiąc określić ich lokalizacji w terenie. Według Diodora Sycylijskiego położone były „na oceanie naprzeciwko brzegów Iberii”. Strabon twierdził, że wysp tych było dziesięć i znajdowały się na północ od krainy Artabrów (Galicji). Jedna z nich miała być pustynna, pozostałe zamieszkiwali wędrowni hodowcy bydła, chodzący odziani w barwione na czarno długie, sięgające do kostek szaty. Strabon odróżniał je od Brytanii.
Pliniusz Starszy pisał, że „Naprzeciw CeItyberii jest wiele wysp; Grecy nazywają je Kassyterydami z przyczyny obfitości ołowiu” oraz  „Ołów przywiózł pierwszy Midakrytus z wyspy Kassyterydy”.
Podobnie Pomponiusz Mela podawał „na wybrzeżu celtyckim są liczne wyspy bogate w ołów, zwane stąd  Kassyterydami”.
Starożytne Kassyterydy utożsamia się zazwyczaj z wybrzeżami Wysp Brytyjskich, zwłaszcza Kornwalią i wyspami Scilly, skąd istotnie sprowadzano do świata grecko-rzymskiego cynę. Według hipotezy ogłoszonej w 1952 roku przez Rogera Diona w rozprawie Le problème des Cassitérides wyspy takie mogły jednak rzeczywiście kiedyś istnieć w zalewie Zatoki Biskajskiej, który z czasem uległ zamuleniu. Jego pozostałością miałyby być moczary Brière, rozciągające się pomiędzy Paimbœuf a Saint-Nazaire.